# Fieschertal
Fieschertal (walsertyska: Fieschertau) är en ort och kommun i distriktet Goms i kantonen Valais, Schweiz. Kommunen hade 359 invånare (2023).